# Whitewash
Pour les articles homonymes, voir Whitewash (homonymie).
Pour plus de détails, voir Fiche technique et Distribution.
Whitewash est un film dramatique canadien écrit et réalisé par Emanuel Hoss-Desmarais et sorti en 2013. 

## Fiche technique
- Titre : Whitewash
- Réalisation : Emanuel Hoss-Desmarais
- Scénario : Emanuel Hoss-Desmarais, Marc Tulin
- Photographie : André Turpin
- Montage : Arthur Tarnowski
- Musique : Serge Nakauchi Pelletier
- Conception sonore: Olivier Calvert
- Pays d'origine : Canada
- Langue originale : anglais
- Format : couleur
- Genre : dramatique
- Durée : 90 minutes
- Dates de sortie :
  -  Canada : 19 avril 2013

## Distribution
- Thomas Haden Church : Bruce Landry
- Marc Labrèche : Paul Blackburn
- Anie Pascale : Waitress
- Sylvio Archambault : Cook
- Yvette Auger-Pratte : Elderly Lady - Diner
- Bonfield Marcoux : Man - Garage
- Claire Jacques : Cashier - General Store
- Pierre LeBlanc : Customer - General Store
- Geneviève Laroche : Woman - Cottage
- Vincent Hoss-Desmarais : Man - Cottage
- Isabelle Nélisse : Child - Cottage
- Keir Cutler : Friend - Cottage
- Emanuel Hoss-Desmarais : Man - Lake
- Marie-Michelle Garon : Woman - Lake
- Gaston Caron : Bruce's Neighbor
- Gina Landry : Bruce's Wife